# Andreas Vangstad
Andreas Vangstad (Kristiansand, 24 de març de 1992) és un ciclista noruec, professional des del 2014 i actualment a l'equip Team Sparebanken Sør.

## Palmarès
- 2015
  - 1r a la Fyen Rundt
  - Vencedor d'una etapa a la Volta a Noruega
  - Vencedor d'una etapa a la Roserittet
- 2016
  - 1r al Sundvolden GP
- 2017
  - Vencedor d'una etapa al Trofeu Joaquim Agostinho